# Gonsalwy
Gonsalwy – imię męskie, którego patronem jest m.in. bł. Gonsalwy z Amaranto, zakonnik (zm. ok. 1259 roku).
Znane osoby noszące imię Gonsalwy:
- Gonçalvo Coelho, portugalski podróżnik
- Gonsalwy Garcia, franciszkanin, misjonarz, męczennik, święty
- Gonzalo Gavira
- Gonzalo Ibáñez de Novoa
- Gonzalo Queipo de Llano, hiszpański generał, uczestnik hiszpańskiej wojny domowej
- Gonzalo Rodriguez Lafora
- Gonzalo Rojas
- Gonsalwy Viñes Masip, męczennik, błogosławiony

Gonsalwy imieniny obchodzi 16 stycznia i 2 lutego.